# 前440年代
| 千纪： | 前1千纪 |
| 世纪： | 前6世纪 \| 前5世纪 \| 前4世纪                                                                              |
| 年代： | 前470年代 \| 前460年代 \| 前450年代 \| 前440年代 \| 前430年代 \| 前420年代 \| 前410年代                    |
| 年份： | 前449年 \| 前448年 \| 前447年 \| 前446年 \| 前445年 \| 前444年 \| 前443年 \| 前442年 \| 前441年 \| 前440年 |

前440年代從前449年1月1日開始，於前440年12月31日結束。

## 大事记
- 前449年，越王不壽被殺，子越王翁嗣位。
- 前449年，波斯與希臘締結卡利亞斯和約，放棄對希臘的霸權。
- 前448年，晉大夫知氏殘餘知寬，率其族人奔秦。
- 前447年，楚攻蔡，蔡國亡。 [1]
- 前446年，杞出公卒，子杞簡公嗣位。晉大夫魏桓子卒，子魏文侯斯嗣位。
- 前445年，楚攻杞，杞國亡。 [2][3]
- 前444年，秦攻義渠，擄義渠王。晉大夫韓、魏，共滅伊洛陰戎。
- 前443年，秦厲公刺卒，子秦躁公嗣位。
- 前441年，周貞定王卒，長子周哀王嗣位。其弟周思王襲殺哀王，嗣位，少弟周考王又襲殺周思王，嗣位。
- 前440年，晉哀公卒，子晉幽公嗣位，晉公室權力所及僅剩絳城、曲沃二城。